# Scalata (finanza)
Una scalata nel comune gergo economico-finanziario è l'acquisizione del pacchetto azionario di controllo di una società per azioni, da parte di un singolo soggetto o di un'altra società. In genere, tale operazione consiste in una offerta pubblica di acquisto (OPA).

## Generalità
Solitamente le scalate avvengono nelle grandi società, in cui l'immenso capitale sociale si traduce nella cosiddetta "polverizzazione dell'azionariato", ossia l'acquisizione di piccole quote azionarie da parte di una miriade di investitori a fini meramente speculativi, senza velleità imprenditoriali. In tali contesti è quindi più agevole acquisire sul mercato mobiliare un consistente pacchetto azionario.

## Aspetti collegati
In primo luogo, se una società quotata in Borsa è male amministrata, gli utili che consegue sono bassi; quindi, i proprietari dei suoi titoli cercheranno di venderli, facendone diminuire il prezzo di scambio. In tale contesto, un imprenditore che intravedesse in questa società un alto potenziale di redditività potrebbe essere portato a volerne conseguire il controllo per ottenere profitto, sia dai ricavi della società ove sia meglio gestita e sia dall'aumento del prezzo dei titoli conseguente alla migliore gestione. Quindi, tanto maggiore è l'efficienza della società, quanto minore è la convenienza dello "scalatore".
In secondo luogo, l'acquisto della posizione di controllo di una società implica la capacità di gestirla, sostituendosi alla gestione precedente. In una situazione simile, i precedenti amministratori della società "scalata" potrebbero voler impedire l'acquisizione esterna dell'impresa e conservare la propria posizione: ciò è perlopiù attuato mediante l'ottenimento di deleghe a votare nell'assemblea dei soci da parte di quella miriade di soci-investitori che, come detto, non è affatto interessata alla gestione sociale, ma solo al profitto del proprio investimento; così facendo, gli amministratori potrebbero mantenere la propria posizione, formando essi stessi un gruppo di controllo (tramite le deleghe) e, di fatto, autonominandosi, riuscendo così a impedire la scalata di altre forze imprenditoriali e consolidando la propria gestione, buona o cattiva che sia.
Per tali motivi, le scalate s'innestano solo in contesti societari di grandi dimensioni, anche multinazionali, e autori ne sono soggetti già partecipi di altre attività imprenditoriali oppure speculatori dell'alta finanza.